# Apharsatus multicostatus
Apharsatus multicostatus là một loài bọ cánh cứng trong họ Cerambycidae.